# Claudio Nunes
Claudio Nunes (ur. 23 marca 1968 w Rzymie) – brydżysta reprezentujący Włochy (do roku 2011) oraz Monako, World Grand Master (WBF), European Champion w kategorii Open oraz Juniorów, European Grand Master (EBL).
W klasyfikacji Open Światowej Federacji Brydża znajduje się na drugiej pozycji (3 września 2012).
Jego regularnym partnerem był Fulvio Fantoni. Grają tzw. Fantunes, systemem licytacji który charakteryzuje się naturalnymi, ale forsującymi otwarciami na poziomie jednego we wszystkich kolorach.
Claudio Nunes jest jedną z 10 osób, które zdobyły potrójną koronę brydżową w kategorii otwartej:
- w roku 2005 zwyciężył (z drużyną Włoch) w Bermuda Bowl;
- w roku 2004 zwyciężył (z drużyną Włoch) na Olimpiadzie brydżowej;
- w roku 2002 zwyciężył  (razem z Fulvio Fantonim) w mistrzostwach świata par.

W 2016 roku został zdyskwalifikowany na 5 lat oraz dożywotnio pozbawiony możliwości gry z Fulvio Fantonim ze względu na oszukiwanie poprzez wskazywanie przez orientację zagranej karty w obronie posiadania lub nie asa, króla lub damy.

## Wyniki brydżowe

### Olimpiady
Na olimpiadach uzyskał następujące rezultaty:
| Olimpiady brydżowe. Zawody teamów | Olimpiady brydżowe. Zawody teamów | Olimpiady brydżowe. Zawody teamów | Olimpiady brydżowe. Zawody teamów | Olimpiady brydżowe. Zawody teamów | Olimpiady brydżowe. Zawody teamów |
| Rok                               | Miejsce                           | Zawody                            | Kategoria                         | Drużyna                           | Pozycja                           |
| --------------------------------- | --------------------------------- | --------------------------------- | --------------------------------- | --------------------------------- | --------------------------------- |
| 2012                              | Lille                             | 2. Olimpiada Sportów Umysłowych   | Open                              | Monaco                            | 3                                 |
| 2008                              | Pekin                             | 1. Olimpiada Sportów Umysłowych   | Open                              | Italy                             | 1                                 |
| 2004                              | Stambuł                           | 12. Olimpiada Teamów              | Open                              | Italy                             | 1                                 |

### Zawody światowe
W światowych zawodach zdobył następujące lokaty:
| Mistrzostwa Świata. Konkurencja teamów | Mistrzostwa Świata. Konkurencja teamów | Mistrzostwa Świata. Konkurencja teamów | Mistrzostwa Świata. Konkurencja teamów | Mistrzostwa Świata. Konkurencja teamów | Mistrzostwa Świata. Konkurencja teamów |
| Rok                                    | Miejsce                                | Zawody                                 | Kategoria                              | Drużyna                                | Pozycja                                |
| -------------------------------------- | -------------------------------------- | -------------------------------------- | -------------------------------------- | -------------------------------------- | -------------------------------------- |
| 2014                                   | Sanya                                  | 14. Seria Mistrzostw Świata            | Open                                   | Monaco                                 | 2                                      |
| 2013                                   | Nusa Dua                               | 41. Mistrzostwa Świata Teamów          | Open                                   | Monaco                                 | 2                                      |
| 2011                                   | Veldhoven                              | 40. Mistrzostwa Świata Teamów          | Trans                                  | Angelini                               | 5                                      |
| 2010                                   | Filadelfia                             | 13. Seria Mistrzostw Świata            | Open                                   | Zimmerman                              | 3                                      |
| 2009                                   | São Paulo                              | 39. Mistrzostwa Świata Teamów          | Open                                   | Italy                                  | 2                                      |
| 2007                                   | Szanghaj                               | 38. Mistrzostwa Świata Teamów          | Trans                                  | Zimmerman                              | 1                                      |
| 2007                                   | Szanghaj                               | 38. Mistrzostwa Świata Teamów          | Open                                   | Italy                                  | 5                                      |
| 2006                                   | Werona                                 | 12. Mistrzostwa Świata                 | Open                                   | Angelini                               | 33                                     |
| 2005                                   | Estoril                                | 37. Mistrzostwa Świata Teamów          | Open                                   | Italy                                  | 1                                      |
| 2003                                   | Monte Carlo                            | 36. Mistrzostwa Świata Teamów          | Open                                   | Italy                                  | 2                                      |
| 2002                                   | Montreal                               | 11. Mistrzostwa Świata                 | Open                                   | Angelini                               | 33                                     |
| 1994                                   | Albuquerque                            | 9. Mistrzostwa Świata                  | Open                                   | Burgay                                 | 17                                     |

| Mistrzostwa Świata. Konkurencja par | Mistrzostwa Świata. Konkurencja par | Mistrzostwa Świata. Konkurencja par | Mistrzostwa Świata. Konkurencja par | Mistrzostwa Świata. Konkurencja par | Mistrzostwa Świata. Konkurencja par |
| Rok                                 | Miejsce                             | Zawody                              | Kategoria                           | Partner                             | Pozycja                             |
| ----------------------------------- | ----------------------------------- | ----------------------------------- | ----------------------------------- | ----------------------------------- | ----------------------------------- |
| 2010                                | Filadelfia                          | 13. Mistrzostwa Świata              | Open                                | Fulvio Fantoni                      | 5                                   |
| 2006                                | Werona                              | 12. Mistrzostwa Świata              | Open                                | Fulvio Fantoni                      | 3                                   |
| 2002                                | Montreal                            | 11. Mistrzostwa Świata              | Open                                | Fulvio Fantoni                      | 1                                   |
| 1994                                | Albuquerque                         | 9. Mistrzostwa Świata               | Open                                | Fulvio Fantoni                      | 54                                  |

| Mistrzostwa Świata. Konkurencja indywidualna | Mistrzostwa Świata. Konkurencja indywidualna | Mistrzostwa Świata. Konkurencja indywidualna | Mistrzostwa Świata. Konkurencja indywidualna | Mistrzostwa Świata. Konkurencja indywidualna | Mistrzostwa Świata. Konkurencja indywidualna |
| Rok                                          | Miejsce                                      | Zawody                                       | Kategoria                                    | Pozycja                                      |                                              |
| -------------------------------------------- | -------------------------------------------- | -------------------------------------------- | -------------------------------------------- | -------------------------------------------- | -------------------------------------------- |
| 2004                                         | Werona                                       | 6. Indywidualne Mistrzostwa Świata           | Open                                         | 41                                           |                                              |

### Zawody europejskie
W europejskich zawodach zdobył następujące lokaty:
| Zawody europejskie. Konkurencja teamów | Zawody europejskie. Konkurencja teamów | Zawody europejskie. Konkurencja teamów    | Zawody europejskie. Konkurencja teamów | Zawody europejskie. Konkurencja teamów | Zawody europejskie. Konkurencja teamów |
| Rok                                    | Miejsce                                | Zawody                                    | Kategoria                              | Drużyna                                | Pozycja                                |
| -------------------------------------- | -------------------------------------- | ----------------------------------------- | -------------------------------------- | -------------------------------------- | -------------------------------------- |
| 2014                                   | Mediolan                               | 13. Puchar Europy                         | Open                                   | Monaco FMB                             | 7                                      |
| 2013                                   | Opatija                                | 12. Puchar Europy                         | Open                                   | Monaco FMB                             | 5                                      |
| 2013                                   | Ostenda                                | 6. Otwarte Mistrzostwa Europy             | Miksty                                 | Monaco                                 | 68                                     |
| 2013                                   | Ostenda                                | 6. Otwarte Mistrzostwa Europy             | Kobiety                                | Monaco                                 | 40                                     |
| 2012                                   | Ejlat                                  | 11. Puchar Europy                         | Open                                   | Monaco FM                              | 3                                      |
| 2012                                   | Dublin                                 | 51. Mistrzostwa Europy Teamów             | Open                                   | Monaco                                 | 1                                      |
| 2010                                   | Izmir                                  | 9. Puchar Europy Teamów                   | Open                                   | Angelini Italy                         | 2                                      |
| 2009                                   | Paryż                                  | 8. Puchar Europy                          | Open                                   | Angelini Italy                         | 1                                      |
| 2009                                   | San Remo                               | 4. Otwarte Mistrzostwa Europy             | Open                                   | Angelini                               | 9                                      |
| 2008                                   | Amsterdam                              | 7. Puchar Europy                          | Open                                   | Parioli Italy                          | 1                                      |
| 2007                                   | Wrocław                                | 6. Puchar Europy                          | Open                                   | Parioli Italy                          | 1                                      |
| 2007                                   | Antalya                                | 3. Otwarte Mistrzostwa Europy             | Open                                   | Zimmerman-Angelini                     | 17                                     |
| 2006                                   | Rzym                                   | 5. Puchar Europy                          | Open                                   | Parioli Italy                          | 4                                      |
| 2006                                   | Warszawa                               | 48. Mistrzostwa Europy Teamów             | Open                                   | Italy                                  | 1                                      |
| 2005                                   | Bruksela                               | 4. Puchar Europy Teamów                   | Open                                   | Parioli Italy                          | 1                                      |
| 2005                                   | Teneryfa                               | 2. Otwarte Mistrzostwa Europy             | Open                                   | Zimmerman                              | 9                                      |
| 2004                                   | Barcelona                              | 3. Puchar Europy                          | Open                                   | Parioli Italy                          | 1                                      |
| 2004                                   | Malmö                                  | 47. Mistrzostwa Europy Teamów             | Italy                                  | Open                                   | 1                                      |
| 2003                                   | Rzym                                   | 2. Puchar Europy                          | Open                                   | Parioli Italy                          | 1                                      |
| 2003                                   | Mentona                                | 1. Otwarte Mistrzostwa Europy             | Open                                   | Angelini2-Fan                          | 55                                     |
| 1992                                   | Paryż                                  | 13. Młodzieżowe Mistrzostwa Europy Teamów | Juniorzy                               | Italy                                  | 1                                      |
| 1990                                   | Neumünster                             | 12. Młodzieżowe Mistrzostwa Europy Teamów | Juniorzy                               | Italy                                  | 13                                     |
| 1988                                   | Płowdiw                                | 11. Młodzieżowe Mistrzostwa Europy Teamów | Juniorzy                               | Italy                                  | 2                                      |

| Zawody europejskie. Konkurencja par | Zawody europejskie. Konkurencja par | Zawody europejskie. Konkurencja par | Zawody europejskie. Konkurencja par | Zawody europejskie. Konkurencja par | Zawody europejskie. Konkurencja par |
| Rok                                 | Miejsce                             | Zawody                              | Kategoria                           | Partner                             | Pozycja                             |
| ----------------------------------- | ----------------------------------- | ----------------------------------- | ----------------------------------- | ----------------------------------- | ----------------------------------- |
| 2013                                | Ostenda                             | 6. Otwarte Mistrzostwa Europy       | Miksty                              | Federica Sani                       | 86                                  |
| 2005                                | Teneryfa                            | 2. Otwarte Mistrzostwa Europy       | Mikst                               | Stacy Jacobs                        | 197                                 |
| 1997                                | Haga                                | 9. Mistrzostwa Europy Par           | Open                                | Fulvio Fantoni                      | 13                                  |
| 1995                                | Rzym                                | 8. Mistrzostwa Europy Par           | Open                                | Fulvio Fantoni                      | 82                                  |
| 1989                                | Salsomaggiore                       | 5 Mistrzostwa Europy Par            | Open                                | Nicola Del Buono                    | 62                                  |

## Klasyfikacja
- Claudio Nunes – klasyfikacja WBF (ang.)
- Claudio Nunes – klasyfikacja EBL (ang.)